# Casa Frey

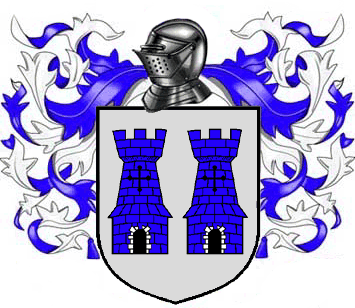
Interpretación libre

La Casa Frey es una casa noble de la saga de novelas fantásticas Canción de hielo y fuego del escritor estadounidense George R. R. Martin. 
La Casa Frey es una de las casas más prominentes de las Tierras de los Ríos. Su emblema son dos torreones azules sobre un fondo cenizo, que representan su fortaleza, Los Gemelos, fortaleza muy importante porque es el único paso del río Forca Verde, un afluente del río Tridente. La ubicación de su fortaleza se asienta al sur de El Cuello, la frontera entre el Norte y las Tierras de los Ríos.

## Historia
La Casa Frey hace su primera aparición en la obra Juego de tronos. Catelyn Tully revela que la Casa Frey posee alrededor de 600 años dentro de los sucesos cronológicos de la saga, cuando se asentaron en el cruce del río Forca Verde. Con el paso de las generaciones construyeron un puente al que acoplaron dos castillos idénticos a cada lado del río, enriqueciéndose por cobrar peaje a las personas que querían cruzarlo.
Desde los inicios de la saga, el señor de Los Gemelos es Walder Frey, un hombre muy anciano conocido por la innumerable cantidad de descendientes que posee. Por otro lado, es conocido en la saga por poseer una personalidad artera y grosera. En el capítulo 30 de Juego de tronos se menciona una de las anécdotas que marcaron esa personalidad taimada de lord Walder; en la Rebelión de Robert, lord Frey retrasó enviar sus tropas para combatir en la Batalla del Tridente, pese a ser un vasallo de la Casa Tully, haciéndolo solo cuando se enteró de que los rebeldes habían ganado, por ello, lord Tully comenzó a apodar a lord Walder como «El Tardío Walder Frey».
Durante el transcurso de Juego de tronos estalla la Guerra de los Cinco Reyes. Robb Stark necesitar cruzar el Forca Verde para enfrentarse a los Lannister, ocasión que aprovecha lord Walder para pactar condiciones muy provechosas. Robb se ve obligado a aceptar comprometerse con una de las hijas de lord Frey y a su hermana Arya con uno de sus hijos.
En Tormenta de espadas se descubre que Robb Stark ha contraído matrimonio con Jeyne Westerling, rompiendo su compromiso con la Casa Frey, causando que éstos abandonen su ejército y su causa. Debido a que ansía volver al Norte, Robb decide reconciliarse con los Frey, aceptando casar a su tío lord Edmure Tully con Roslin, una de las hijas de lord Frey. Lord Walder muestra una aparente cortesía, celebrando la boda en su bastión de Los Gemelos. Es aquí cuando ocurren los sucesos de la denominada «Boda Roja»: durante la ceremonia de encamamiento de Edmure y Roslin los músicos empiezan a tocar The Rains of Castamere, señal ante la cual arqueros comienzan a disparar sobre los asistentes; Robb Stark, su madre Catelyn, numerosos lords norteños y gran parte de su ejército fue eliminado. En el capítulo 56 de Tormenta de espadas se revela que lord Walder se había aliado con Tywin Lannister para orquestar la matanza.
El Trono de Hierro recompensa entonces a los Frey otorgándoles el señorío sobre Aguasdulces, sin embargo, la fortaleza se encuentra en manos de Brynden Tully, más conocido como «Pez Negro». Los Lannister envían un ejército al mando ser Jaime que se suma al de los Frey; Aguasdulces termina cayendo cuando Edmure Tully acepta rendirla a cambio de poder acudir a Roca Casterly para reunirse con su esposa y su hijo nonato.
Durante el conflicto comienzan a fallecer algunos de los Frey; Stevron Frey, heredero de lord Walder, fallece luchando junto a Robb Stark; Ryman Frey, nuevo heredero tras la muerte de Stevron, es ahorcado en Festín de cuervos por la Hermandad sin Estandartes, así como Petyr y Merrett Frey.
Como parte de su alianza también con la Casa Bolton, ser Aenys y ser Hosteen Frey parten hacia el Norte donde asisten a la boda entre Ramsay Bolton y «Sansa Stark». Por su parte, Rhaegar, Jared y Symond Frey acuden a Puerto Blanco a negociar con lord Wyman Manderly, pero su desaparición hace creer a muchos que este los haya asesinado.

## Miembros

### Walder Frey
Walder Frey es el Señor de Los Gemelos y cabeza de la Casa Frey. A pesar de tener casi 90 años, Lord Walder aún dirige los asuntos de la familia. Famoso por engendrar una inmensa cantidad de hijos, ha tenido ocho esposas y cuenta con más de un centenar de descendientes entre hijos naturales y bastardos. Walder es descrito como un hombre frágil, su edad y la enfermedad de la gota le obligan a estar siempre sentado y muchos le apodan Comadreja por su aspecto, pero posee una personalidad vanidosa, ambiciosa, taimada y grosera.
Durante la Rebelión de Robert, Lord Walder se ganó su fama de hombre advenedizo y poco confiable cuando se negó a llevar sus tropas al combate hasta que los rebeldes no obtuvieron la definitiva victoria en la Batalla del Tridente. Por este hecho, Lord Hoster Tully, Señor de Aguasdulces, lo apodó El Tardío Walder Frey.
Al estallar la Guerra de los Cinco Reyes, Lord Walder volvió a demorar convocar a sus vasallos cuando el Señor de Aguasdulces se levantó contra el Trono de Hierro. Debido a que Robb Stark estaba obligado a cruzar el Forca Verde para reunirse con sus aliados ribereños, Lord Frey pudo pactar ventajosas condiciones para permitir cruzar a los norteños y unir sus fuerzas a éstos, y entre estas condiciones estaban: enviar a dos de sus nietos como pupilos a Invernalia, que Robb tomara a su hijo Olyvar como escudero y que tanto Robb como Arya se desposaran con miembros de la Casa Frey; sin otra opción, Robb aceptó.
En la Batalla del Cruce de Bueyes muere el hijo mayor y heredero de Lord Walder, Stevron. Pero la peor noticia para los Frey llegó cuando se enteraron de que Robb se había casado con una mujer llamada Jeyne Westerling y había roto su compromiso con los Frey. Indignados, los Frey retiran sus fuerzas y regresan a Los Gemelos. Entonces Lord Walder exige que Robb se disculpe públicamente con él y que Edmure Tully, nuevo Señor de Aguasdulces, se case con una de sus hijas, Robb acepta de nuevo. Los siguientes acontecimientos se conocerían como la Boda Roja. 
Confabulado con Tywin Lannister y Roose Bolton, y traicionando todas las leyes de hospitalidad, Lord Walder desata una matanza de norteños tras la ceremonia de encamamiento de Edmure y Roslin Frey, en ella mueren Robb Stark, su madre Catelyn, algunos señores y la mayor parte del ejército norteño. Tras eso, los Frey juraron lealtad al Trono de Hierro y el segundo hijo de Lord Walder, Emmon, recibió el señorío de Aguasdulces.
Según algunos miembros de la Casa Frey, la salud de Lord Walder empeora progresivamente y sus sucesores no están tan capacitados para dirigir los asuntos familiares. Mientras tanto, el Consejo Privado en Desembarco del Rey no desea involucrarse en los asuntos de Lord Walder debido a que el pueblo lo detesta por haber traicionado las leyes de hospitalidad en la Boda Roja. La reina Cersei opina que cuando muera Lord Walder deberían castigar a sus sucesores por dicho crimen.
En la serie de TV, Walder muere degollado por Arya Stark por matar a su madre y hermano en la Boda Roja. Arya lo mata usando una cara de la Casa de Blanco y Negro haciéndose pasar por una camarera, antes de matarlo asesina a dos de sus hijos y utiliza la carne de sus cadáveres para hacer un pastel que poco después el mismo Walder se lo come. 
En la séptima temporada, Arya utiliza el rostro de Walder para matar a los hijos de este envenenandolos acabando así con la Casa Frey.

### Merrett Frey
Merrett Frey es el noveno hijo de Lord Walder Frey. Protagoniza el epílogo de Tormenta de espadas en una misión para reivindicarse ante los ojos de su padre que culmina trágicamente.
La historia de Merrett es narrada por el propio personaje a lo largo del epílogo que protagoniza en Tormenta de espadas. Él mismo narra que Merrett sirvió como escudero y paje en el bastión de su madre, y, parecía tener un prometedor futuro como caballero, coincidiendo allí con uno de los más importantes personajes de la saga, Jaime Lannister. Sin embargo, durante una campaña décadas antes de los sucesos de la obra, contra unos forajidos rebeldes, Merrett fue capturado; tras sufrir dicha humillación, sufrió un golpe en la cabeza que le dejó con migrañas de por vida, quedando deshonrado e incapacitado para ser nombrado caballero.
A consecuencia de esto, Merrett cayó en desgracia ante su padre y ante su casa, sumiéndose en el alcoholismo para aliviar sus amarguras y sus dolores. Este es el motivo que le lleva a acudir a encontrarse con la Hermandad sin Estandartes en el epílogo de Tormenta de espadas, los cuales han secuestrado a un pariente suyo. Merrett era el encargado de llevar el rescate, sin embargo, cuando llegó al punto de encuentro, observó que ya lo habían ahorcado. La Hermandad se dispuso a hacer lo mismo con Merrett por su participación en la Boda Roja, mas él negó cualquier participación. En ese momento, una renacida Catelyn Tully aparece para confirmar la culpabilidad de Merrett, lo que causa que sea también ahorcado, finalizando así el epílogo.

### Walda Frey
Walda Frey, más conocida como Walda la Gorda, es hija de Merrett Frey y nieta de lord Walder Frey. En Tormenta de espadas se anuncia que se ha casado con Roose Bolton, señor de Fuerte Terror.
La primera noticia que se tiene de Walda Frey es en la Boda Roja, cuando lord Bolton anuncia que se ha casado con ella debido a que lord Walder le prometió el «peso de su hija en oro», así que él escogió a la hija más gorda.
En Danza de dragones, Walda se establece en Invernalia acompañando a su esposo y a sus familiares en su lucha para asegurar el control del Norte. Lord Roose revela que Walda está embarazada, creyendo que si llega a darle un hijo, Ramsay lo mataría; lord Roose no se muestra en desacuerdo, pues no desea ver a un niño como señor de Fuerte Terror.

### Roslin Frey
Roslin Frey es una hija de lord Walder Frey, contrae matrimonio con lord Edmure Tully, señor de Aguasdulces, desencadenando los sucesos de la denominada «Boda Roja».
Roslin hace su aparición en la obra Tormenta de espadas, siendo ofrecida por su padre lord Walder a Edmure Tully como forma de restablecer la paz entre los Frey y Robb Stark, después de que este rompiera su compromiso tras casarse con Jeyne Westerling (Talisa Maegyr en la adaptación televisiva).
Edmure conoce a su futura esposa, quedando sorprendido, pues él esperaba que lord Frey le endilgara una de sus hijas menos agraciadas, sin embargo, para su sorpresa, Roslin demostraba ser una joven agradable y gentil. Durante la ceremonia, Roslin demostraba estar muy apenada, pues como se revela en Festín de cuervos, Roslin conocía los planes de la Boda Roja.
En Festín de cuervos se revela que Roslin está cautiva en Roca Casterly y se encuentra embarazada. Jaime Lannister consigue convencer a Edmure de entregar Aguasdulces a cambio de que pueda reencontrarse con su mujer y su futuro retoño en Roca Casterly.

### Miembros menores
- Stevron Frey: hijo mayor y heredero de lord Walder. Fallece en la Guerra de los Cinco Reyes, apoyando a Robb Stark, durante la obra Choque de reyes.
  - Ryman Frey: hijo mayor de Stevron Frey, se convierte en heredero de Los Gemelos tras su muerte. Fallece a manos de la Hermandad sin Estandartes durante la obra Festín de cuervos
    - Edwyn Frey: hijo mayor de Ryman Frey y bisniesto de lord Walder, se convierte en heredero tras la muerte de su padre.
    - Walder Frey el Negro: segundo hijo de Ryman Frey, es conocido por su personalidad severa y taimada.
    - Petyr Frey: tercer hijo de Ryman Frey, fue secuestrado y ahorcado por la Hermandad sin Estandartes durante la obra Tormenta de espadas.

  - Aegon Frey: hijo mentalmente retrasado de Stevron Frey, es el bufón de Los Gemelos. Fallece durante los sucesos de la Boda Roja, a manos de Catelyn Stark.
- Emmon Frey: segundo hijo de lord Walder y esposo de Genna Lannister, se convierte en señor de Aguasdulces por decreto del Trono de Hierro.
  - Cleos Frey: hijo mayor de Emmon Frey. Muere a manos de unos forajidos mientras acompañaba a Jaime Lannister durante la obra Tormenta de espadas.
  - Tion Frey: tercer hijo de Emmon Frey, fue capturado por los Stark y es asesinado por orden de Rickard Karstark durante la obra Tormenta de espadas.
- Aenys Frey: tercer hijo de lord Walder, destaca por ser un comandante experimentado.
  - Rhaegar Frey: segundo hijo de Aenys Frey, es uno de los enviados a parlamentar con Wyman Manderly, desapareciendo en la obra Danza de dragones.
- Jared Frey: cuarto hijo de lord Walder, es uno de los enviados a parlamentar con Wyman Manderly, desapareciendo en la obra Danza de dragones.
- Luceon Frey: quinto hijo de lord Walder, es un septón que en la obra Festín de cuervos está a punto de ser nombrado como Septón Supremo, siendo finalmente designado el Gorrión Supremo.
- Hosteen Frey: sexto hijo de lord Walder, es un destacado guerrero.
- Symond Frey: séptimo hijo de lord Walder, es uno de los enviados a parlamentar con Wyman Manderly, desapareciendo en la obra Danza de dragones.
  - Alyx Frey: hija de Symond Frey, participa en la Boda Roja.
- Merrett Frey: noveno hijo de lord Walder, es el protagonista del epílogo de Tormenta de espadas.
  - Amerei Frey: hija de Merrett Frey, es conocida por su promiscuidad. Está casada con Lancel Lannister.
  - Walda Frey la Gorda: segunda hija de Merrett Frey, es conocida como Walda la Gorda. Está casada con Roose Bolton.
  - Walder Frey el Pequeño: hijo de Merrett Frey, es pupilo de los Stark en Invernalia. Fallece en la obra Danza de dragones.
- Lothar Frey: decimosegundo hijo de lord Walder, es cojo de una pierna y es conocido por ser el principal cerebro de la Boda Roja.
- Jammos Frey: decimotercer hijo de lord Walder.
  - Walder Frey el Mayor: hijo mayor de Jammos Frey, es pupilo de los Stark en Invernalia.
- Perwyn Frey: decimoquinto hijo de lord Walder, es uno de los pocos que no participa en la Boda Roja debido a su cercanía con los Stark.
- Olyvar Frey: decimoctavo hijo de lord Walder, es escudero de Robb Stark. Es uno de los pocos que no participa en la Boda Roja debido a su cercanía con los Stark.
- Roslin Frey: quinta hija de lord Walder, contrae matrimonio con Edmure Tully durante la Boda Roja. Está prisionera de los Lannister en Roca Casterly.
- Elmar Frey: vigesimosegundo hijo de lord Walder, es prometido a Arya Stark en virtud del acuerdo entre los Stark y lord Walder, aunque el compromiso es anulado posteriormente.
- Walder Ríos: mayor de los bastardos de lord Walder, asume competencias de mando militar pese a su posición.
- Martyn Ríos: hijo bastardo de lord Walder.